# Kirk Honeycutt
Kirk Russell Honeycutt (* 30. April 1949) ist ein US-amerikanischer Filmkritiker, Journalist und Autor.

## Leben
Kirk Honeycutt studierte bis 1975 Theaterwissenschaften an der University of California, Los Angeles.
Er begann seine Karriere als Filmkritiker und Feature-Autor 1976 für die Daily News of Los Angeles. Seit dem gleichen Jahr ist er Mitglied der Los Angeles Film Critics Association. Von 1987 bis 1992 war er als freischaffender Autor tätig. Er verfasste zwei Drehbücher und schrieb Artikel für die New York Times, die Los Angeles Times, Movieline, American Film und Cosmopolitan.
Danach war Honeycutt ab 1992 fast 20 Jahre für die Filmpublikation The Hollywood Reporter tätig, zunächst als Senior Film Reporter, später dann als leitender Filmkritiker und zuletzt als internationaler Filmkritiker. Er berichtete unter anderem von den Filmfestivals in Sundance, Cannes, Berlin, Busan, Hongkong und Toronto. Er saß in mehreren Jurys internationaler Filmfestivals.
Nach seinem Weggang vom Hollywood Reporter gründete er die Filmkritik-Website Honeycutt's Hollywood. Von 2012 bis 2016 unterrichtete er als Professor am Dodge College of Film and Media Arts der Chapman University zu filmwissenschaftlichen Themen. 2015 veröffentlichte er eine Biografie des Regisseurs John Hughes. Als Kommentator oder Gast trat Honeycutt in zahlreichen Fernseh- und Radio-Sendungen auf.
Er ist seit 1999 in zweiter Ehe mit Mira Advani Honeycutt verheiratet.

## Filmografie
- 1972: Sins of Rachel (Schauspieler)
- 1992: Final Judgement – Henker im Messgewand (Final Judgement, Drehbuch)

## Schriften
- John Hughes: A Life in Film. Quarto Publishing Group, 2015, 224 Seiten, ISBN 978-1-631-06022-9.
- Page One: A Novel of Love, Lust and Lost Souls in an L.A. Newsroom.  Wise Media Group, 2020, 295 Seiten, ISBN 978-1-629-67168-0.